# Ciro Ferri
Ciro Ferri (Roma, 3 settembre 1634 – Roma, 13 settembre 1689) è stato un pittore italiano attivo nel periodo barocco, allievo e successore di Pietro da Cortona.

## Biografia

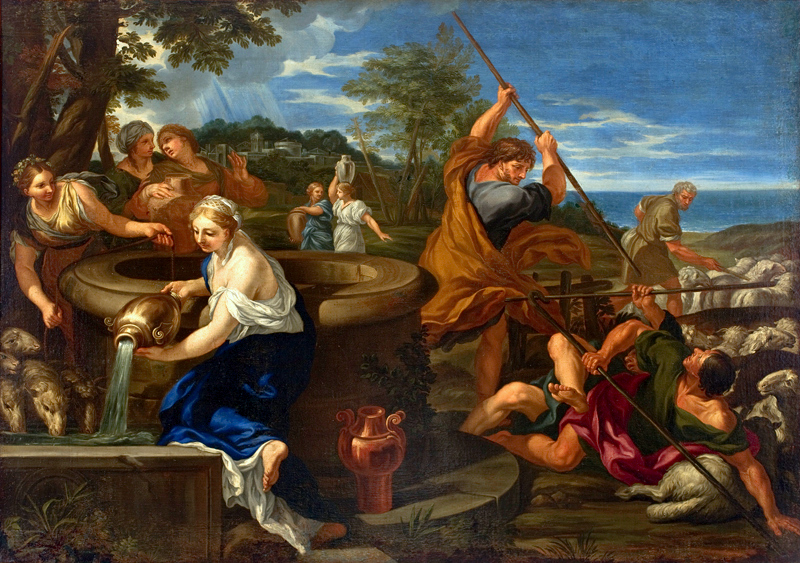
Mosè difende le figlie di Jehtro (Museo d'Arte di San Paolo, Brasile)

Ciro Ferri nacque a Roma. Del periodo giovanile si conserva un Mosè (opera firmata e datata 1653), oggi esposta al Museo di arte sacra (Certaldo). Sempre a Roma iniziò a lavorare sotto la guida di Cortona agli affreschi del Palazzo del Quirinale (1656-1659). In seguito sempre insieme a Cortona prese parte alla serie di decorazioni di Palazzo Pitti, a Firenze (1659-1665). Il suo capolavoro è la serie di affreschi alla Basilica di Santa Maria Maggiore (Bergamo). Famosa è anche la pala d'altare in Sant'Ambrogio della Massima a Roma.
Nel 1670, iniziò a dipingere la cupola di Sant'Agnese in Agone a Roma, in uno stile che si rifà alla cupola di Sant'Andrea della Valle affrescata da Giovanni Lanfranco; in seguito alla morte di Ferri gli affreschi della cupola furono completati nel 1693 dal suo successore Sebastiano Corbellini.
A lui viene attribuita una tela, rappresentante una Annunciazione, dipinta tra il 1683 e il 1689, conservata nell'omonima cappella della Collegiata di Valmontone, in provincia di Roma